# Historia de Dominica

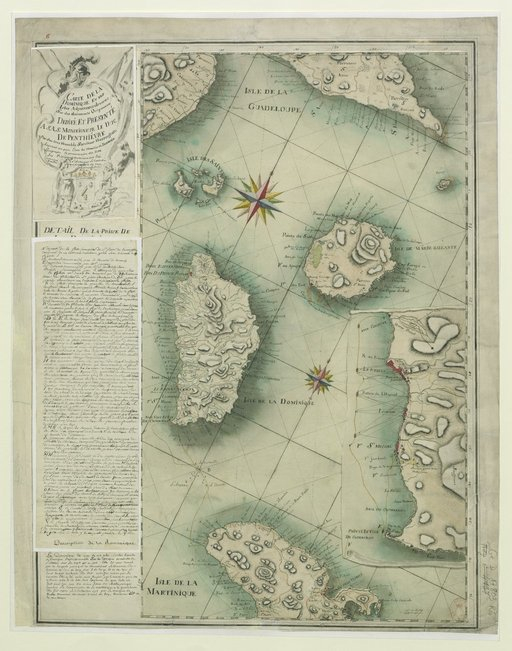
Mapa de Dominica realizado por Hassenfratz en 1779.

En el siglo XIV los caribes exterminaron o expulsaron de la isla a la población indígena de los arawak. Colón arribó a Dominica el 13 de noviembre de 1493, siendo la primera isla descubierta en su segundo viaje a América. El nombre con el que Colón bautiza a la isla se deriva del nombre del día de la semana en que avistan la isla, domingo. Los barcos españoles llegaron con frecuencia durante el siglo XVI, pero una resistencia feroz de parte de los caribes disuadió a España de sus esfuerzos de asentarse allí.
En 1635, Francia reclamó la isla de Dominica. Poco tiempo después, misioneros franceses fueron los primeros habitantes europeos permanentes de la isla. Sin embargo, las incursiones de los caribes continuaron y, en 1660, los franceses y los británicos acordaron que debían abandonar Dominica y San Vicente. Dominica fue oficialmente neutral en el siglo siguiente, pero el atractivo de sus recursos perduró y expediciones rivales de silvicultores británicos y franceses explotaron la madera a principios del siglo XVIII.
Debido en gran medida a la situación geográfica de Dominica entre Martinica y Guadalupe, Francia finalmente predominó, y se estableció una colonia francesa. Como parte del Tratado de París de 1763, que puso fin a la Guerra de los Siete Años, la isla se convirtió en una posesión británica. En 1778, durante la Guerra de Independencia de los Estados Unidos, los franceses montaron con éxito una invasión con la cooperación activa de la población, la cual era mayoritariamente francesa. El Tratado de París de 1783, que puso fin a la guerra, devolvió la isla a Gran Bretaña. Las invasiones francesas de 1795 y 1805 terminaron en el fracaso.
En 1763, los británicos establecieron una asamblea legislativa, la que representó solamente a la población blanca. En 1831, la Ley de Privilegios de Brown, reflejando una liberalización de las disposiciones raciales oficiales británicas, confirió derechos políticos y sociales a los habitantes libres no blancos. Al año siguiente se eligieron a tres negros como miembros de la asamblea legislativa. Después de la abolición de la esclavitud en 1838, Dominica se convirtió en la primera y única colonia británica en el Caribe con una cámara legislativa controlada por negros en el siglo XIX. La mayoría de los legisladores negros fueron pequeños terratenientes o comerciantes cuyas opiniones económicas y sociales eran diametralmente opuestas a los intereses de la clase de pequeños y acaudalados hacendados ingleses. En reacción a la amenaza percibida, los hacendados presionaron por un dominio británico más directo.
En 1865, después de mucha agitación y tensión, la autoridad colonial británica reemplazó la asamblea electiva por otra compuesta de una mitad de miembros elegidos y una mitad de miembros designados. De esta forma, los hacendados, aliados con los administradores coloniales, en muchas ocasiones superaron con sus tácticas a los legisladores elegidos. En 1871, Dominica pasó a formar parte de la Federación de las Islas Leeward (Islas de Sotavento). El poder de la población negra decayó progresivamente. En 1896 se restableció el gobierno colonial, de forma que los derechos políticos de una vasta mayoría de la población fueron efectivamente restringidos. La ayuda para el desarrollo, ofrecida como compensación por la privación de derechos, resultó tener efectos insignificantes.
Después de la Primera Guerra Mundial, un fuerte aumento en la conciencia política en todo el Caribe llevó a la formación de la asociación del gobierno representativo. Con la frustración del público por su falta de voz en el gobierno de Dominica, este grupo obtuvo en 1924 un tercio de los escaños elegidos a la asamblea legislativa y la mitad en 1936. Poco tiempo después, Dominica fue transferida de la Administración de las Islas Leeward (Islas de Sotavento) y fue gobernada como parte de las Islas Windward (Islas de Barlovento) hasta 1958, cuando se unió a la Federación de las Indias Occidentales, la cual fue de corta duración.
Después de la disolución de la federación, Dominica se convirtió, en 1967, en un estado asociado del Reino Unido y se hizo cargo formalmente de sus asuntos internos. El 3 de noviembre de 1978, el Reino Unido concedió la independencia al Estado de Dominica (Commonwealth of Dominica), dentro de la Mancomunidad Británica de Naciones (British Commonwealth).
La independencia hizo poco para resolver los problemas que resultaron de siglos de subdesarrollo económico y, a mediados de 1979, el descontento político llevó a la formación de un gobierno interino. Este fue reemplazado después de las elecciones de 1980 por un gobierno dirigido por el Partido Libertad de Dominica, bajo la primera ministra Eugenia Charles, la primera mujer en ocupar ese cargo en el Caribe. Los problemas económicos crónicos fueron complicados por el grave impacto de los huracanes en 1979 y 1980. A finales de la década de 1980, la economía disfrutó de una saludable recuperación, la que se debilitó en la década de 1990 debido a una baja en los precios de las bananas.
En las elecciones de febrero de 2000, el Partido de Trabajadores Unidos de Edison James (UWP) fue derrotado por el Partido Laborista de Dominica (DLP), dirigido por Roosevelt P. "Rosie" Douglas. Douglas falleció después de solamente algunos meses de haber asumido el mando y fue reemplazado por Pierre Charles, también del DLP.